# Cyornis rubeculoides
A Cyornis rubeculoides a madarak (Aves) osztályának verébalakúak (Passeriformes) rendjébe, ezen belül a légykapófélék (Muscicapidae) családjába tartozó faj.

## Rendszerezése
A fajt Nicholas Aylward Vigors ír ornitológus írta le 1831-ben, a Phoenicura nembe Phoenicura rubeculoides néven.

## Alfajai
- Cyornis rubeculoides dialilaemus Salvadori, 1889
- Cyornis rubeculoides klossi Robinson, 1921
- Cyornis rubeculoides rogersi Robinson & Kinnear, 1928
- Cyornis rubeculoides rubeculoides (Vigors, 1831)[2]

## Előfordulása
Dél- és Délkelet-Ázsiában, Banglades, Bhután, Kambodzsa, Kína, India, Laosz, Mianmar, Nepál, Pakisztán, Szingapúr, Srí Lanka, Thaiföld és Vietnám területén honos. 
Természetes élőhelyei a szubtrópusi vagy trópusi síkvidéki esőerdők, mangroveerdők, mocsári erdők, száraz erdők és cserjések, valamint vidéki kertek. Vonuló faj.

## Megjelenése
Testhossza 14–15 centiméter, testtömege 10–20 gramm.
|  |  |

## Életmódja
Valószínűleg gerinctelenekkel táplálkozik.

## Természetvédelmi helyzete
Az elterjedési területe rendkívül nagy, egyedszáma pedig stabil. A Természetvédelmi Világszövetség Vörös listáján nem fenyegetett fajként szerepel.